# Arvid Blomberg (företagsledare)
Karl Arvid Blomberg, född den 31 mars 1883 i Norbergs församling, Västmanlands län, död den 15 mars 1973 i Falun, var en svensk ingenjör och företagsledare. 
Blomberg avlade avgångsexamen från Falu bergsskola 1906. Han var verkstadsingenjör vid vagnfabrik i Falun 1909–1913, säkerhetsingenjör vid Stora Kopparbergs bergslagsaktiebolag 1914–1915, verkstadsingenjör och byggnadsingenjör vid Korsnäs cellulosafabrik i Bomhus 1916–1918, byggnadsingenjör vid Skoghallsverken 1919–1925, överingenjör vid Skönvik 1926–1930, disponent vid Bolidens gruvaktiebolag, Rönnskärs smältverk 1931–1944 och norsk vicekonsul 1935–1944. Blomberg blev riddare av Vasaorden 1934.